# Burg Falkenstein (Gerstetten)
Die Burg Falkenstein ist die Ruine einer Höhenburg am Westhang des Eselsburger Tales bei Dettingen am Albuch, einem Ortsteil der Gemeinde Gerstetten, im Landkreis Heidenheim in Baden-Württemberg.

## Geografische Lage
Der heutige Burgstall liegt im Tal der Brenz etwa 2500 Meter südsüdwestlich der Stadt Herbrechtingen und rund 2700 Meter östlich von Dettingen am Albuch sowie rund ein Kilometer unterhalb der Mühle Bindstein im Eselsburger Tal in Richtung Eselsburg. Die eigentliche Burg Falkenstein lag auf dem Kopf eines 510 m ü. NN hohen Felsens im Hang des Eselsburger Tals, die Vorburg am Westrand der anstoßenden Hochfläche Richtung Dettingen. Die Reste der Burganlage Falkenstein liegen auf der Gemarkung von Dettingen.

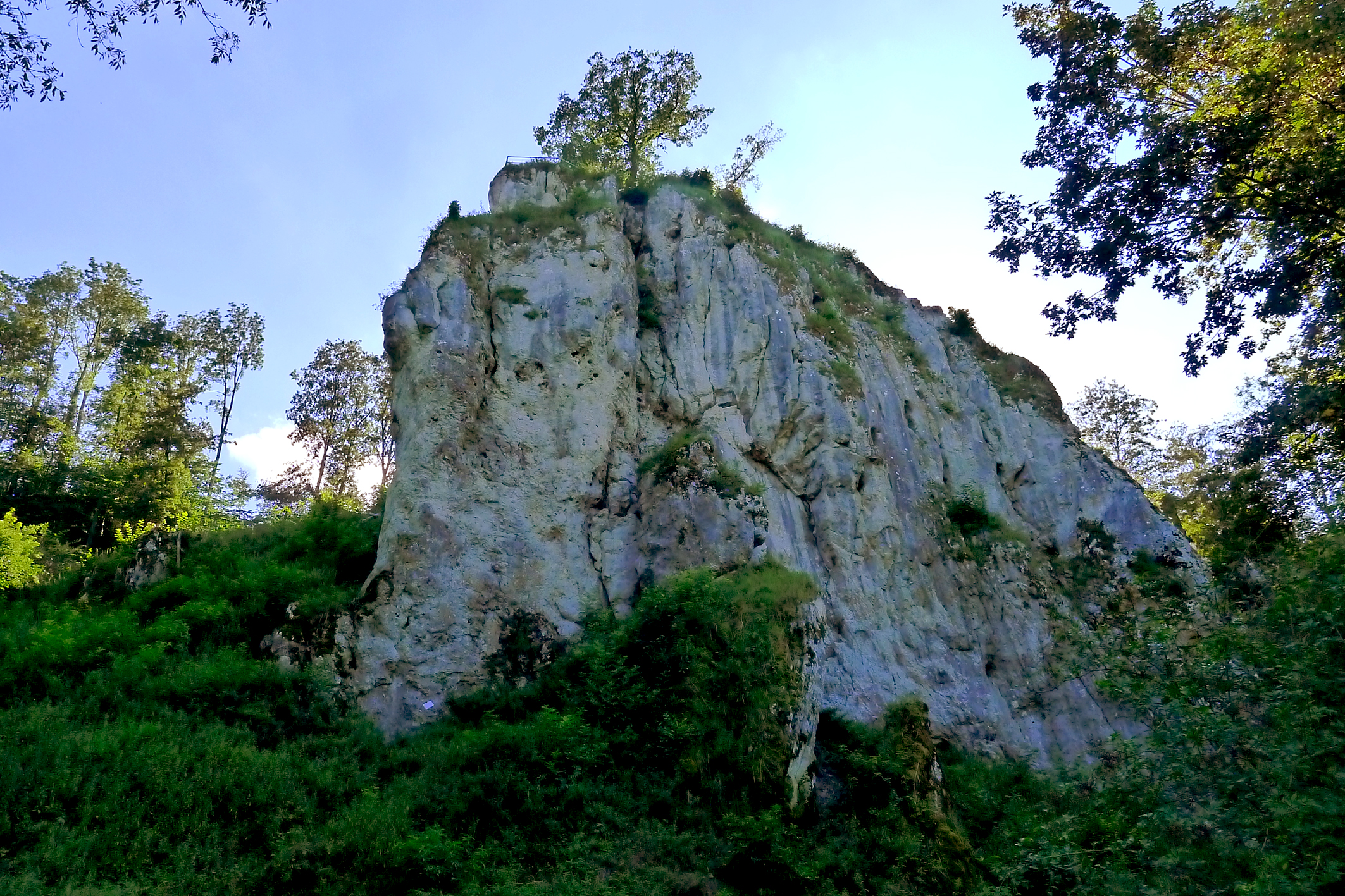
Der Felsen der ehemaligen Hauptburg
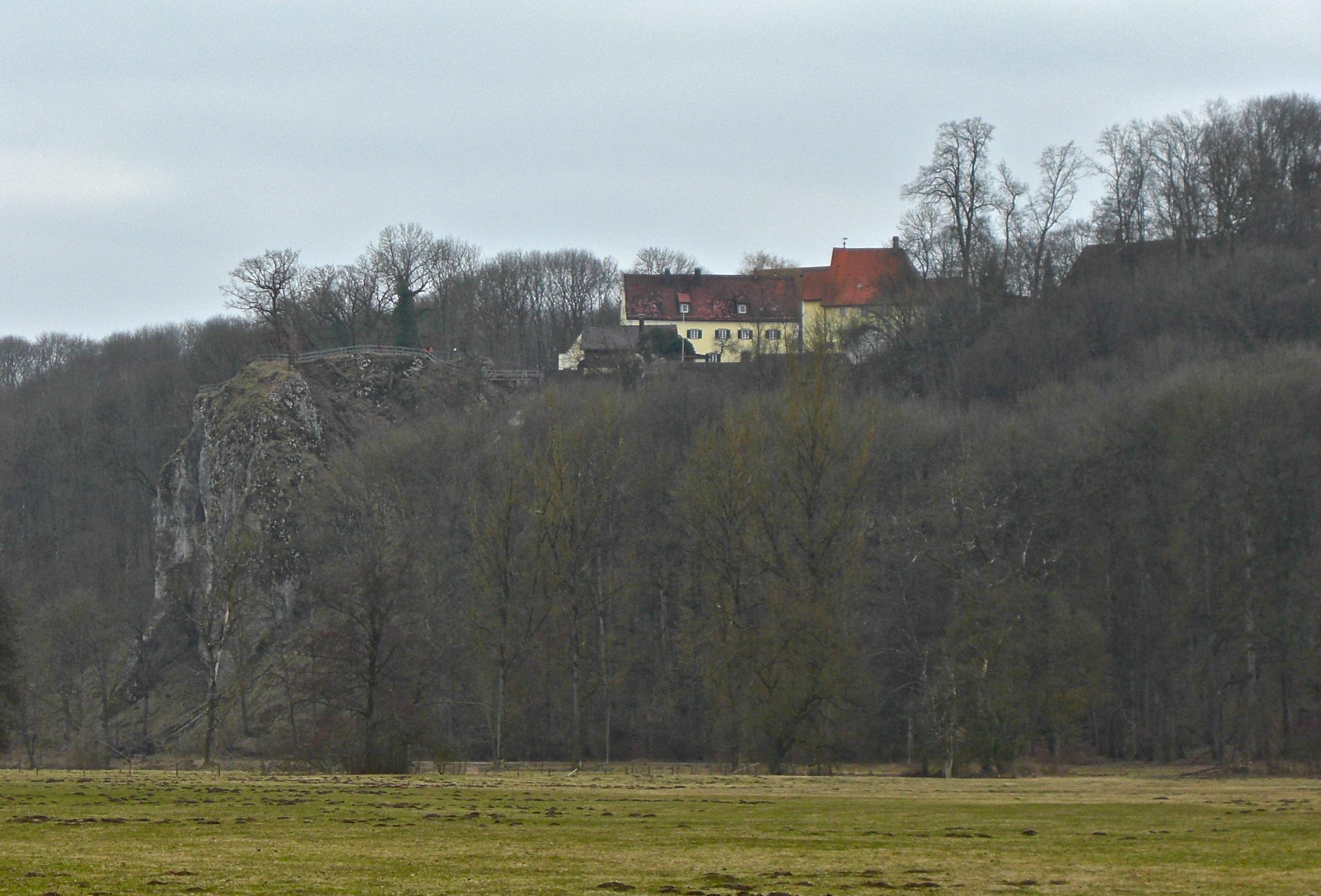
Links Felsen der Hauptburg, rechts ehemalige Vorburg

## Geschichte
Burg Falkenstein war Mittelpunkt einer Herrschaft mit Namen Falkenstein, Mitte des 12. Jahrhunderts wird erstmals ein Familienangehöriger dieses Namens – Gotebert von Falkenstein – in den Quellen sichtbar. Die Region, die später zur Herrschaft Falkenstein wurde, gehörte nach 1050 dem Pfalzgrafen, der in Heidenheim seinen Sitz hatte. Teile davon kamen über verschiedene Erbschaften in den Besitz des Markgrafen Diebold von Giengen-Vohburg. Dessen Tochter Adela wurde 1147 die erste Frau von Friedrich l. Barbarossa. Dieser behielt die Mitgift seiner Frau auch nach der Scheidung 1153 und so kam Gotebert um 1160 in den Besitz der Herrschaft Falkenstein. Er war wohl ein Dienstmann Barbarossas und stammte aus der Oberpfalz. Er nannte sich nun „Gotebert von Falkenstein“. 1258 werden letztmalig die Herren von Falkenstein erwähnt in Person von Rudolf und Swigger von Falkenstein. Die Erbtochter Adelheid von Falkenstein heiratet um 1260 Walter von Faimingen. Deren Erbtochter Adelheid von Faimingen heiratet den Heinrich Spät, der sich nun Speth von Faimingen nennt und zugleich Herr von Falkenstein ist. Sohn Hermann Speth von Faimingen heiratet eine Tochter von Graf Johannes von Helfenstein und bringt ihn dazu, im Jahr 1331 auf dessen Forstrechte im Bereich der Falkensteinischen Güter zu verzichten. In der Urkunde wird auch erstmals die Burg Falkenstein erwähnt. Nach dem Tod des Hermann Speth von Faimingen bzw. Falkenstein sollen die Töchter des verstorbenen Sohnes Friedrich von Faimingen erben. Pfleger ist Kaiser Ludwig der Bayer und nach ihm sein Sohn Ludwig von Brandenburg. Dieser gibt Falkenstein zunächst als Pfand an Herzog Konrad von Teck, löst das Pfand wieder ein und gibt die Herrschaft dann den Helfensteinern Ulrich d. Ä. und Ulrich d. J. wohl als Ausgleich für Ansprüche, die diese an ihn hatten (1340). 1356 teilen die Helfensteiner ihre Herrschaft. Das Brenztal und Falkenstein mit Faimingen geht an Ulrich d. J., der Falckenstein seiner Tochter Anna als Aussteuer übergibt. Diese heiratet Herzog Friedrich von Teck-Owen. Damit geht um 1359 Falkenstein an die Herzöge von Teck. 1390 verkauft Friedrich die Burg an Albrecht III. von Rechberg zu Staufeneck. Für das Jahr 1570 ist ein Brand auf der Burg belegt. 1592/93 schließlich veräußert Freiherr Konrad IV. von Rechberg zu Staufeneck die Burg Falkenstein an Herzog Ludwig von Württemberg.

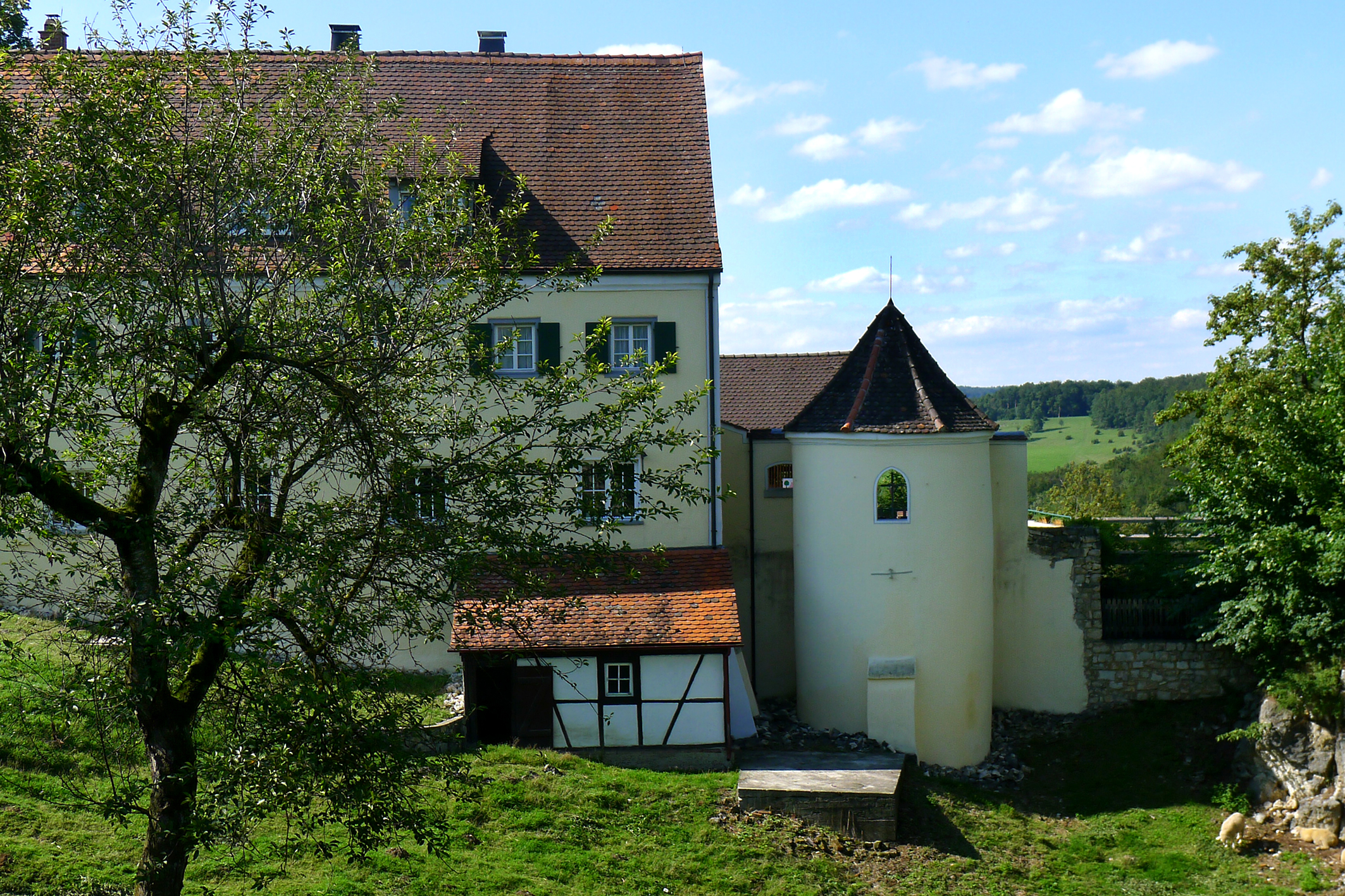
Ehemalige befestigte Vorburg
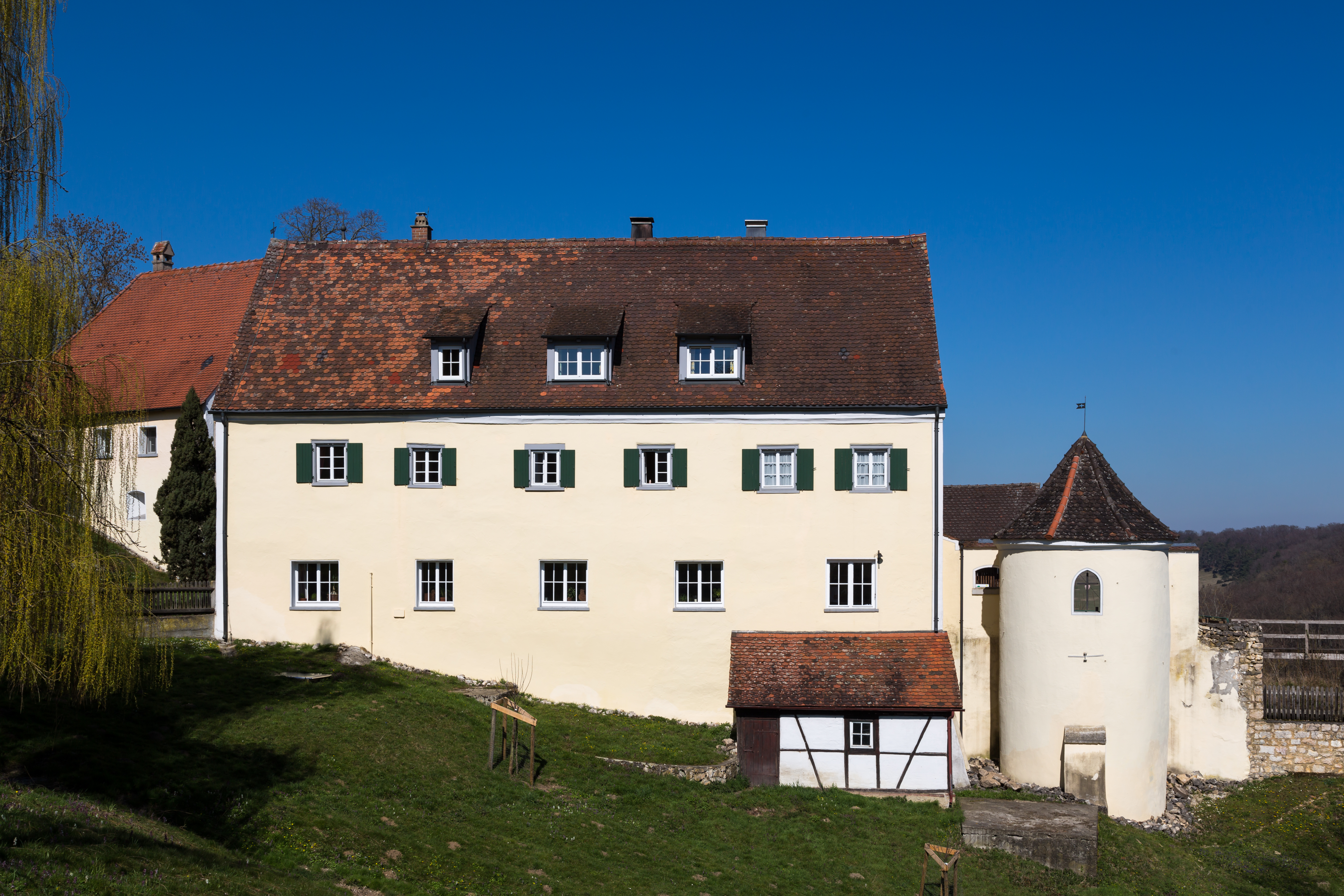
Gebäude mit rundem Eckturm
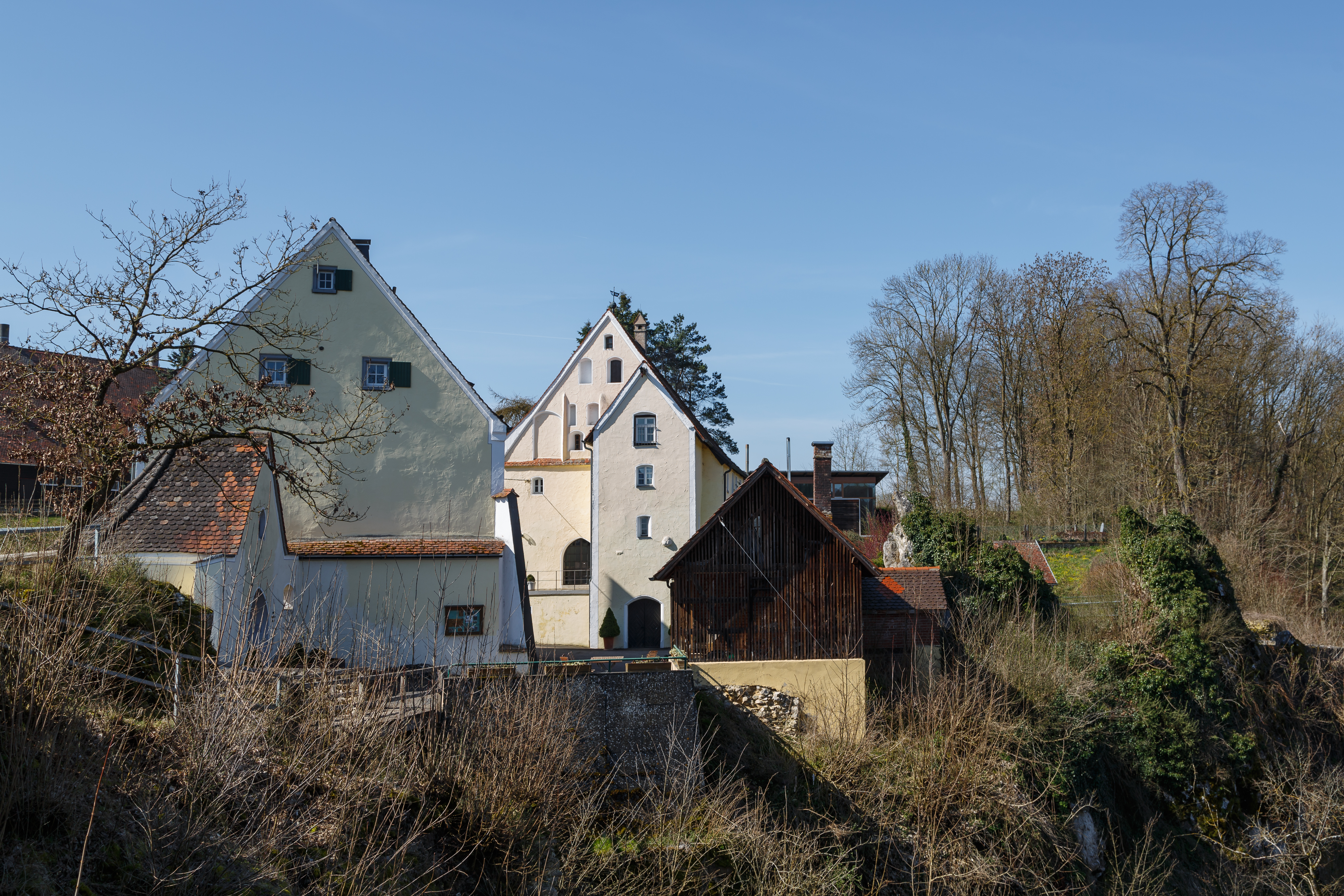
Vorburg
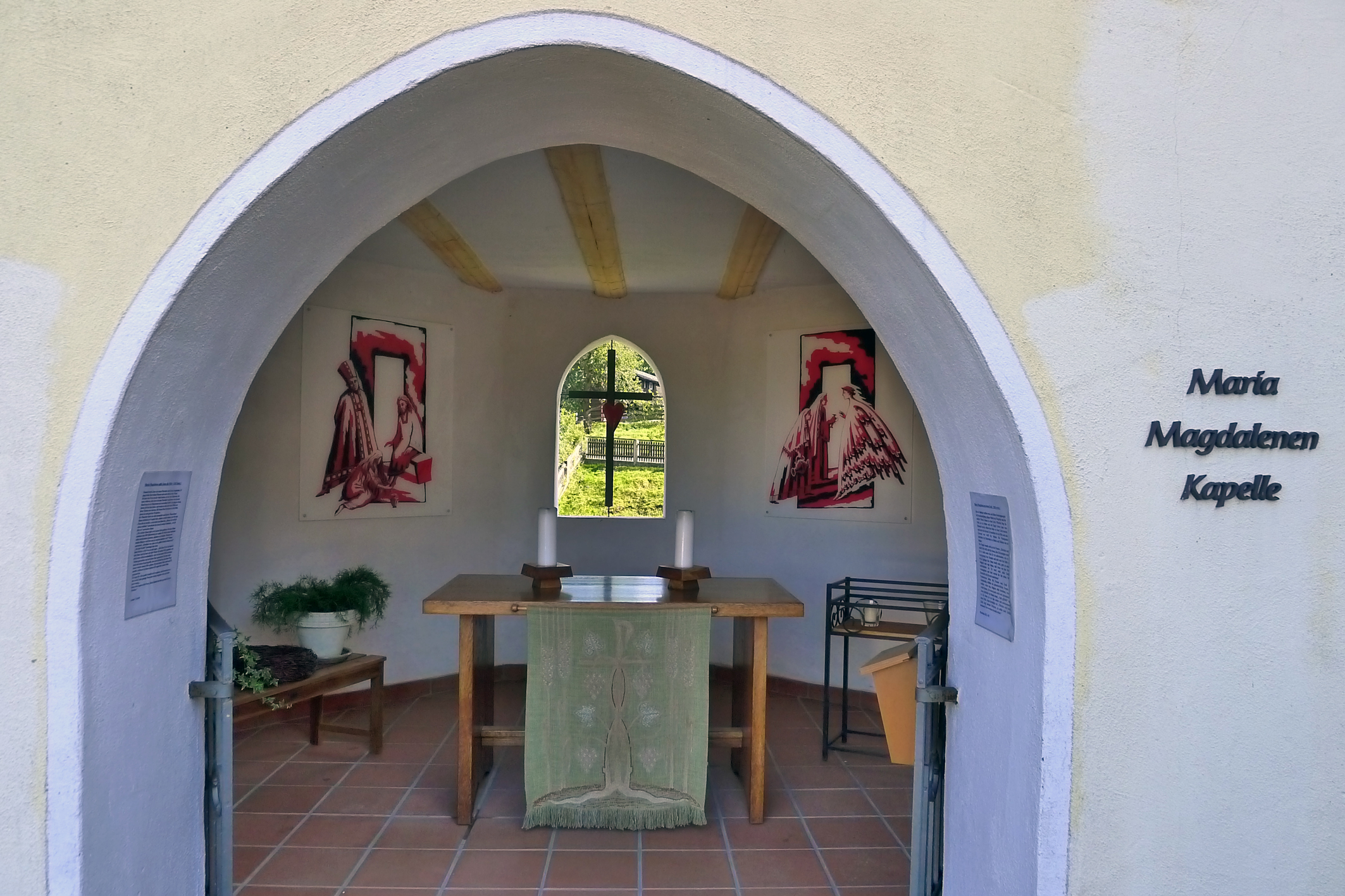
Die Anna-Magdalena Kapelle im Osten der Vorburg

## Beschreibung
Die Burglage bestand aus Kernburg – auf dem Felsen (siehe Abbildung um 1750) – und Vorburg – rechts vom Felsen. Die Vorburg wurde Mitte des 15. Jahrhunderts neu erbaut, Teile davon bestehen nach wie vor und gehören zur Domäne Falkenstein. Die Burganlage wurde im Dreißigjährigen Krieg 1634 teils zerstört, 1740 wurden weitere Teile abgebrochen und 1818 erneut.